# Lost in the Dream
Lost in the Dream es el tercer álbum de estudio de la banda estadounidense The War on Drugs. Fue publicado el 18 de marzo de 2014 a través de Secretly Canadian. La sesión de grabación, que se llevó a cabo durante un período de dos años, se caracterizó por numerosas reescrituras. Los temas líricos del álbum fueron influenciados por la soledad y la depresión que Adam Granduciel enfrentó después de terminar la gira. Musicalmente, el álbum se inspiró en el rock de los años 1980, así como en la música americana, con influencias de Bruce Springsteen, Spacemen 3 y Neil Young & Crazy Horse.
El álbum debutó en el número 26 en el Billboard 200 y recibió elogios universales de los críticos tras su lanzamiento, apareciendo y encabezando numerosas listas de fin de año de los mejores álbumes. Se lanzaron cinco sencillos promocionales: «Red Eyes», «Under the Pressure», «Burning», «Eyes to the Wind» y «An Ocean in Between the Waves».

## Antecedentes
Después de que el segundo álbum de The War on Drugs, Slave Ambient, fuera publicado con gran éxito de crítica, el compositor principal Adam Granduciel pasó gran parte de 2011 de gira. Después de que terminó la gira, Granduciel tuvo dificultades para adaptarse a la vida cotidiana y luego relató que esos sentimientos “comenzaron a convertirse en angustia emocional y manifestaciones físicas de depresión y paranoia”. Esta depresión y paranoia sirvieron de inspiración para el tema lírico de Lost in the Dream.

## Producción

### Grabación
La grabación del álbum comenzó en el verano de 2012 y se llevó a cabo durante un período de dos años en Filadelfia, Nueva York, Carolina del Norte y Nueva Jersey. Granduciel escribió todas las canciones del álbum. La grabación del álbum se caracterizó por la ansiedad y las dudas de Granduciel: “Empecé a descarrilarme un poco en mi propia cabeza, siendo absorbido un poco”.
Las canciones del álbum pasaron por varias versiones. Granduciel desechó la demo original de «An Ocean in Between the Waves» dos semanas antes de que se suponía que el álbum se entregaría a la compañía discográfica después de pasar un año escribiendo la canción, diciendo que “no era la vibra de la canción que estaba buscando”. «Suffering» pasó por varias variaciones antes de que Granduciel decidiera volver al demo original.

### Música
La música de Lost in the Dream está inspirada en el rock de los años 1980, así como en la música Americana y krautrock. Los artistas que han sido citados como influencias en el sonido general del álbum incluyen a Bruce Springsteen, Tom Petty, Bob Dylan, The Waterboys y Spacemen 3. El sonido del álbum se caracteriza por llevar sintetizadores, teclados, trompetas y "guitarras ambientales". Mientras que los álbumes anteriores de The War on Drugs contenían varias canciones instrumentales, Lost in the Dream solo tiene una pista instrumental, «The Haunting Idle».
Los críticos han comparado la canción «Burning» con «Dancing in the Dark» de Bruce Springsteen y «Young Turks» de Rod Stewart. La influencia de Fleetwood Mac se observó en «An Ocean in Between the Waves», mientras que Pitchfork comparó «Disappearing» con «Pale Shelter» de Tears for Fears.

## Diseño de portada
La portada del álbum presenta una imagen de Adam Granduciel parado frente a una ventana de su casa. Granduciel comentó cómo la ilustración del álbum era un reflejo de su participación en el proceso de grabación y dijo: “Este no era un disco de la banda. Era un disco en solitario. Lo sabía. Todos [los álbumes de The War on Drugs] han sido discos en solitario”.

## Galardones
Basado en 139 listas de los diez mejores álbumes de fin de año recopiladas por Metacritic, Lost in the Dream fue el álbum más aclamado por la crítica de 2014, apareció en 54 listas y fue nombrado primero en 13 de ellas. Paste nombró a Lost in the Dream como su álbum del año, escribiendo “de toda la suciedad y el malestar que produce la mediana edad, se ha revelado algo hermoso y permanente, una contribución perdurable al canon”. Consequence of Sound lo nombró su álbum del año, escribiendo: “En sintonía con la forma de Granduciel de evocar la sincronicidad, hay una verdad cósmica en Lost in the Dream triunfando este año. Por un lado, Granduciel personalmente está quitando la corona de la cabeza de su alma gemela musical, Kurt Vile [...] y, para Secretly Canadian [...] es un hito conmovedor después del año en que perdió a su padrino, Jason Molina”.

### Listas de fin de década
| Publicación            | Lista                                       | Posición | Ref.   |
| ---------------------- | ------------------------------------------- | -------- | ------ |
| BrooklynVegan          | 141 Best Albums of the 2010s                | 93       | [ 16 ] |
| Consequence of Sound   | Top 100 Albums of the 2010s                 | 16       | [ 17 ] |
| The Key                | The 25 Best Albums of the Decade, 2010–2019 | 4        | [ 18 ] |
| NME                    | The Best Albums of The Decade: The 2010s    | 40       | [ 19 ] |
| Noisey                 | The 100 Best Albums of the 2010s            | 89       | [ 20 ] |
| Northern Transmissions | Top 50 Albums of the 2010s                  | 9        | [ 21 ] |
| Paste                  | The 100 Best Albums of the 2010s            | 24       | [ 22 ] |
| Pitchfork              | The 200 Best Albums of the 2010s            | 97       | [ 23 ] |
| Slant Magazine         | The 100 Best Albums of the 2010s            | 53       | [ 24 ] |
| Sputnikmusic           | Top 100 Albums of the 2010s                 | 93       | [ 25 ] |
| Stereogum              | The 100 Best Albums of the 2010s            | 24       | [ 26 ] |
| Treble                 | Top 150 Albums of the 2010s                 | 36       | [ 27 ] |
| Uproxx                 | All The Best Albums of the 2010s, Ranked    | 46       | [ 28 ] |
| The Wild Honey Pie     | Top 50 Albums of the 2010s                  | 28       | [ 29 ] |

## Lista de canciones
Todas las canciones escritas y compuestas por Adam Granduciel, excepto donde esta anotado. 
| Lista de canciones de Lost in the Dream |                                 |                             |          |  |
| N.º                                     | Título                          | Música                      | Duración |  |
| 1.                                      | «Under the Pressure»            |                             | 8:52     |  |
| 2.                                      | «Red Eyes»                      |                             | 4:59     |  |
| 3.                                      | «Suffering»                     |                             | 6:03     |  |
| 4.                                      | «An Ocean in Between the Waves» |                             | 7:12     |  |
| 5.                                      | «Disappearing»                  | Granduciel, Michael Johnson | 6:52     |  |
| 6.                                      | «Eyes to the Wind»              |                             | 5:56     |  |
| 7.                                      | «The Haunting Idle»             |                             | 3:08     |  |
| 8.                                      | «Burning»                       |                             | 5:48     |  |
| 9.                                      | «Lost in the Dream»             |                             | 4:10     |  |
| 10.                                     | «In Reverse»                    |                             | 7:41     |  |

## Posicionamiento

### Gráfica semanal
| Gráfica (2014)                                    | Pico de posición |
| ------------------------------------------------- | ---------------- |
| Australia (ARIA Charts)                           | 28               |
| Bélgica (Flandes) (Ultratop 200 Albums)           | 3                |
| Bélgica (Valonia) (Ultratop 200 Albums)           | 69               |
| Dinamarca (Hitlisten)                             | 19               |
| Estados Unidos (Billboard 200)                    | 26               |
| Estados Unidos (Billboard Top Alternative Albums) | 6                |
| Estados Unidos (Billboard Top Rock Albums)        | 7                |
| Finlandia (Suomen virallinen lista)               | 37               |
| Noruega (VG-lista)                                | 9                |
| Países Bajos (Album Top 100)                      | 18               |
| Reino Unido (UK Albums Chart)                     | 18               |
| Reino Unido (UK Independent Albums Chart)         | 4                |
| Suecia (Sverigetopplistan)                        | 26               |
| Suiza (Schweizer Hitparade)                       | 66               |

### Gráfica de fin de año
| Gráfica (2014)                          | Pico de posición |
| --------------------------------------- | ---------------- |
| Bélgica (Flandes) (Ultratop 200 Albums) | 18               |
| Países Bajos (Album Top 100)            | 80               |

| Gráfica (2015)               | Pico de posición |
| ---------------------------- | ---------------- |
| Países Bajos (Album Top 100) | 58               |

| Gráfica (2019)                          | Pico de posición |
| --------------------------------------- | ---------------- |
| Bélgica (Flandes) (Ultratop 200 Albums) | 168              |

## Certificaciones y ventas
| País              | Certificación | Ventas  |
| ----------------- | ------------- | ------- |
| Reino Unido (BPI) | Oro           | 100,000 |